# Петер Слотердайк
Петер Слотердайк (МФА: [ˈsloːtɐˌdaɪk], * 26 червня 1947, Карлсруе) — німецький філософ, есеїст, культуролог та ведучий телепередач. Також він професор філософії і теорії ЗМІ в Університеті мистецтв та дизайну Карлсруе (нім. Staatliche Hochschule für Gestaltung Karlsruhe).

## Життєпис
Батько Слотердайка за національністю нідерландець. Вивчав філософію, германістику та історію в Мюнхенському університеті та в Гамбурзькому університеті з 1968 до 1974. У 1975 отримав ступінь Ph.D. від Гамбурзького університету. У 1980-х був письменником-фрілансером та опублікував свою роботу Критика цинічного розуму (нім. Kritik der zynischen Vernunft) у 1983 році. З того часу опублікував ряд робіт, відомих у Німеччині. У 2001 році призначений ректором Університету мистецтв та дизайну Карлсруе. У 2002 році став співведучим шоу У скляному будинку: філософський квартет (нім. Im Glashaus: Das Philosophische Quartett), шоу на німецькому каналі ZDF головною метою якого є поглиблене обговорення ключових проблем.
У 2005 році отримав Премію Зиґмунда Фройда за наукову прозу.

## Праці
- Петер Слотердайк. Критика цинічного розуму. Переклад з німецької Андрія Богачова. — К.: Тандем, 2002. ISBN 966-7145-42-5

- Петер Слотердайк. Терор з повітря. Переклад з німецької: Олександра Григоренко  — К: ist publishing, 2023.ISBN 978-617-7948-26-0

## Критика
- Михайло Мінаков. Петер Слотердайк і його «Критика цинічного розуму» // Український гуманітарний огляд. 2002. № 8. С. 199—204.